# Hymenophyllum simonsianum
Hymenophyllum simonsianum är en hinnbräkenväxtart som beskrevs av William Jackson Hooker. Hymenophyllum simonsianum ingår i släktet Hymenophyllum och familjen Hymenophyllaceae. Inga underarter finns listade.